# Campeonato Europeo de Curling Femenino de 2012
El XXXVIII Campeonato Europeo de Curling Femenino se celebró en Karlstad (Suecia) entre el 8 y el 15 de diciembre de 2012 bajo la organización de la Federación Mundial de Curling (WCF) y la Federación Sueca de Curling.
Las competiciones se realizaron en la Löfbergs Arena de la ciudad sueca.

## Tabla de posiciones
| Pos | Equipo          | G | P | G–P |
| --- | --------------- | - | - | --- |
| 1   | Suecia          | 7 | 2 | 2–0 |
| 2   | Escocia         | 7 | 2 | 1–1 |
| 3   | Rusia           | 7 | 2 | 0–1 |
| 4   | Dinamarca       | 6 | 3 | 1–0 |
| 5   | Suiza           | 6 | 3 | 0–1 |
| 6   | Italia          | 4 | 5 | –   |
| 7   | Alemania        | 3 | 6 | 1–0 |
| 8   | República Checa | 3 | 6 | 0–1 |
| 9   | Hungría         | 1 | 8 | 1–0 |
| 10  | Finlandia       | 1 | 8 | 0–1 |

## Cuadro final
|  | Clasif. a semifinal | Clasif. a semifinal | Clasif. a semifinal |  |  | Semifinal | Semifinal |  |              | Final        | Final |
|  |                     |                     |                     |  |  |           |           |  |              |              |       |
|  | 1                   | Suecia              | 3                   |  |  |           |           |  |              |              |       |
|  | 2                   | Escocia             | 9                   |  |  |           |           |  |              | Escocia      | 5     |
|  |                     |                     |                     |  |  | Suecia    | 6         |  | Rusia        | 6            |       |
|  |                     | Rusia               | 8                   |  |  |           |           |  |              |              |       |
|  | 3                   | Rusia               | '7                  |  |  |           |           |  | Tercer lugar | Tercer lugar |       |
|  | 4                   | Dinamarca           | 6                   |  |  |           |           |  |              |              |       |
|  |                     |                     |                     |  |  |           |           |  |              | Suecia       | 9     |
|  |                     |                     |                     |  |  |           |           |  |              | Dinamarca    | 3     |

## Medallistas
| Evento | Oro                                                                                                  | Plata                                                                     | Bronce |
| ------ | --- | ------------------------------------------------------------------------- | --- |
| Equipo | Rusia · Anna Sidorova · Liudmila Privivkova · Margarita Fomina · Yekaterina Galkina · Nkeiruka Yezej | Escocia Eve Muirhead Anna Sloan Victoria Adams Claire Hamilton Sarah Reid | Suecia · Maria Prytz · Christina Bertrup · Maria Wennerström · Margaretha Sigfridsson · Agnes Knochenhauer |